# CBM

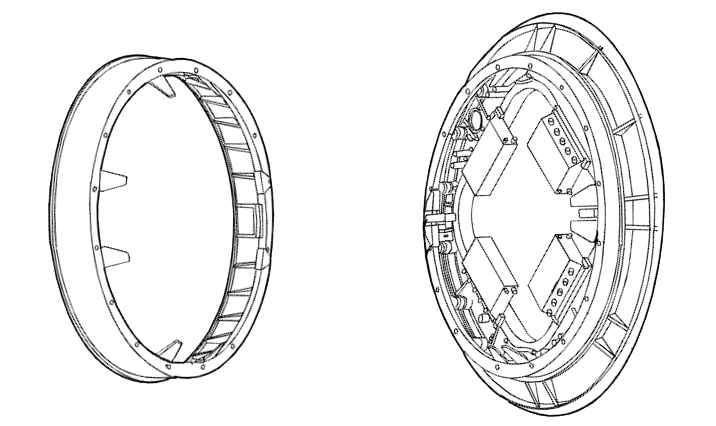
Esquema del mecanisme d'atracada comú

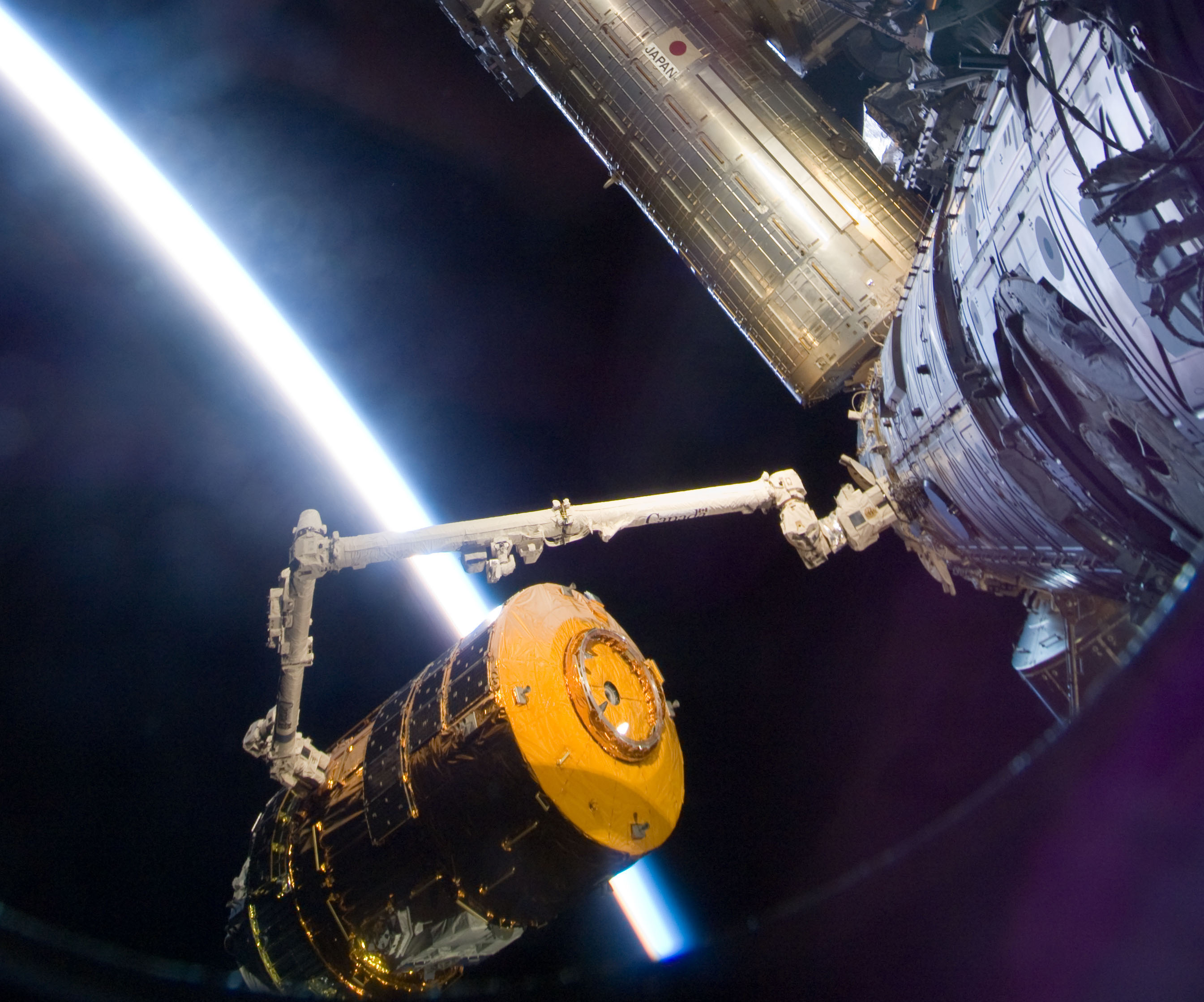
HTV essent desatracada d'un CBM actiu

El mecanisme d'atracada comú (o CBM, per les sigles en anglès) s'usa per connectar tots els mòduls pressuritzats, llevat els russos, de l'Estació Espacial Internacional.
El mecanisme està format per dos components: el mecanisme d'atracada comú actiu (ACBM) i el mecanisme d'atracada comú passiu (PCBM). Un cop connectats, els dos costats del CBM formen un tancament a pressió que proporciona una transferència automàtica d'electricitat, comunicacions, i fluids. El CBM proporciona també un passadís de 127 cm (50 polzades) per a la tripulació. Com aquest és prou gran per aconseguir que el s'atrevissin els prestatges de l'estació, la càrrega pot ser pre-configurat en prestatges i després transportat a l'estació bord dels mòduls logístics multipropòsit, que usen l'atracada CBM.
El mecanisme d'atracada comú va ser usat per primera vegada per connectar el mòdul Unity i l'estructura Z1 de l'Estació Espacial Internacional. La majoria d'elements del node de l'estació usen els CBM actius, només 1 o 2 ports de cada node usen els CBM passius.
El CBM també està dissenyat per a ser un mecanisme d'acoblament de futures naus espacials, incloent el transport japonès no tripulat denominat vehicle de transferència H-II (HTV), un vehicle de subministraments Cygnus, i la càpsula SpaceX Dragon. Segons els dissenys del Programa Constel·lació no seria usat en el vehicle  Orió. Aquesta nau espacial es caracteritza amb l'ús d'un PCBM, i serà atracat a un ACBM obert de l'estació utilitzant un braç robòtic.
Cada mòdul compatible amb el CBM que es connecten als mòduls llançats anteriorment requereixen un PCBM per connectar-se a un ACBM. Els tres nodes de connexió de l'ISS contenen quatre ports ACBM radials. El Unity conté dos ACBM en el laterial axial, mentre que el Harmony i el Tranquility contenen un PCBM en el costat axial i un ACBM l'altre costat axial. El laboratori Destiny' i el Japanese Pressurised Module contenen un PCBM i un ACBM.